# Coutarea fuchsioides
Coutarea fuchsioides är en måreväxtart som beskrevs av Charlotte M. Taylor. Coutarea fuchsioides ingår i släktet Coutarea och familjen måreväxter. Inga underarter finns listade i Catalogue of Life.